# Eugen Mwaiposa
Eugen Elishiringa Mwaiposa, née le 23 novembre 1960 dans la région du Kilimandjaro (Tanganyika) et morte le 2 juin 2015 à Dodoma, est une femme politique tanzanienne, membre du Chama cha Mapinduzi, le parti au pouvoir depuis l'indépendance de la Tanzanie.
Diplômée en économie de Université d'économie nationale et mondiale, Sofia  (1992) et de l'Université de Strathclyde à Glasgow (2007), elle travaille pour la banque CRDB, à Dar Es Salaam, de 1986 à 2008. 
En 2010, elle est élue députée pour la circonscription d'Ukonga.